# Sarrià
Sarrià este un cartier din districtul 5, Sarrià-Sant Gervasi, al orasului Barcelona.

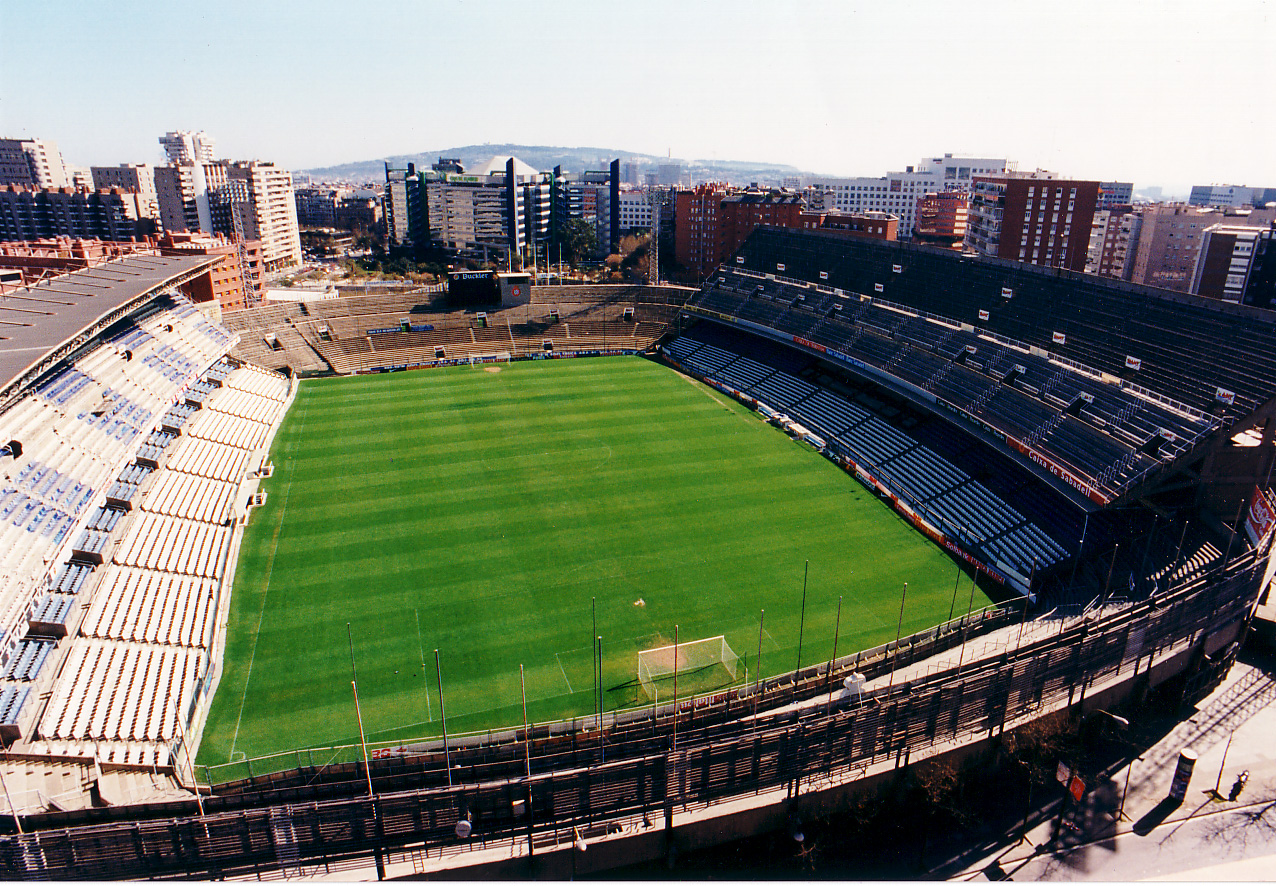
Sarrià